# 派特里凯赖斯图尔
派特里凯赖斯图尔，是匈牙利佐洛州所辖的一个村，总面积8.77平方公里，总人口384，人口密度43.8人/平方公里（2010年1月1日）。